# Luftstreitkräfte (Bundesheer)
Die österreichischen Luftstreitkräfte sind Teil des Bundesheeres. Ihnen gehören 3.500 Mann an, davon sind etwa drei Viertel Wehrpflichtige.

## Aufgaben
Laut einer Selbstdarstellung des Bundesheeres sichern die Luftstreitkräfte Österreichs „den österreichischen Luftraum und unterstützen die Landstreitkräfte mit Hubschraubern, Transport- und Verbindungsflugzeugen. Zur Wahrung der Lufthoheit orten und identifizieren sie eindringende Flugzeuge. Gegebenenfalls drängen sie diese ab oder zwingen sie zur Landung. Als passive Komponente der Luftraumüberwachung dienen ortsfeste und mobile Radaranlagen.“

## Geschichte
Die militärische Luftfahrt in Österreich geht zurück auf die k.u.k. Luftfahrtruppen in Österreich-Ungarn. Nach dem Ersten Weltkrieg legte der Vertrag von Trianon fest, dass Österreich keine Luftwaffe haben durfte. Dennoch wurde 1927 heimlich das Fliegerkorps der Heimwehr gegründet. Auch beim Bundesheer begann man ab 1928 mit der Ausbildung von Piloten. Die ersten Kampfflugzeuge (5 Fiat CR.20 Doppeldecker) wurden 1933 aus Italien geliefert. Weitere Flugzeuge aus italienischer Produktion folgten. Stationiert waren die Fliegerverbände in Wien-Aspern und Graz-Thalerhof. Das bis heute verwendete Hoheitszeichen der Luftstreitkräfte wurde 1936 eingeführt. Zum Zeitpunkt des Anschlusses im März 1938
bestand die Luftwaffe aus zwei Fliegerregimentern mit 36 Jagdflugzeugen Fiat CR.32, einigen wenigen Bombern und diversen Aufklärungs- und Schulflugzeugen.
Die heutigen österreichischen Luftstreitkräfte wurden im Jahr 1955 im Rahmen der Wiedererrichtung des Österreichischen Bundesheeres gegründet. Erste Flugzeuge waren acht von der Sowjetunion geschenkte Schulflugzeuge der Typen Jak-18 (4) und Jak-11 (4). Im Februar 1956 wurde der erste österreichische Hubschrauber, ein Bell 47G (H-13) beschafft. Als erstes Muster mit Strahlantrieb wurden 1957 de Havilland DH.100 Vampire erworben. Im Jahr 1959 folgte der französische Strahltrainer Fouga Magister. In den Jahren 1960 bis 1962 wurden 30 gebrauchte Saab 29 Tunnan, bekannt auch als „Fliegende Tonnen“, in zwei Losen zu je 15 Maschinen nach Österreich geliefert. Im Jahr 1972 wurden die Saab J-29F „Tunnan“ ausgemustert, 40 Flugzeuge des Typs Saab 105OE übernahmen deren Aufgaben.
Bei den Hubschraubern wurden ab 1963 die ursprünglich beschafften Muster Alouette II und Sikorsky S-55 schrittweise durch den moderneren Agusta/Bell AB.204B und ab 1967 durch die Alouette III ersetzt, im Jahr 2024 wurde der Betrieb eingestellt. Im Jahr 1970 wurden noch elf Maschinen des Typs AB 206 „JetRanger“ und zwei Sikorsky S-65Oe beschafft. Zwölf Kampfhubschrauber des Baumusters Bell OH-58 Kiowa folgten 1976. Als mit der Lawinenkatastrophe von Galtür 1999 klar wurde, dass nicht ausreichend Helikopter-Transportkapazitäten zur Verfügung standen, wurden neun Sikorsky S-70A-42 „Black Hawk“ Transporthubschrauber erworben.
Für Transportaufgaben waren schon 1960 sechs Flugzeuge des Baumusters De Havilland Canada DHC-2 „Beaver“ in Dienst gestellt worden. 1969 folgten zwei Short Skyvan 3M. Die Beaver wurden später durch zwölf Maschinen des Baumusters Pilatus PC-6 „Turbo-Porter“ ersetzt. 2003 wurden drei C-130 Hercules (gebrauchte C-130K) Transportflugzeuge von der Royal Air Force erworben.

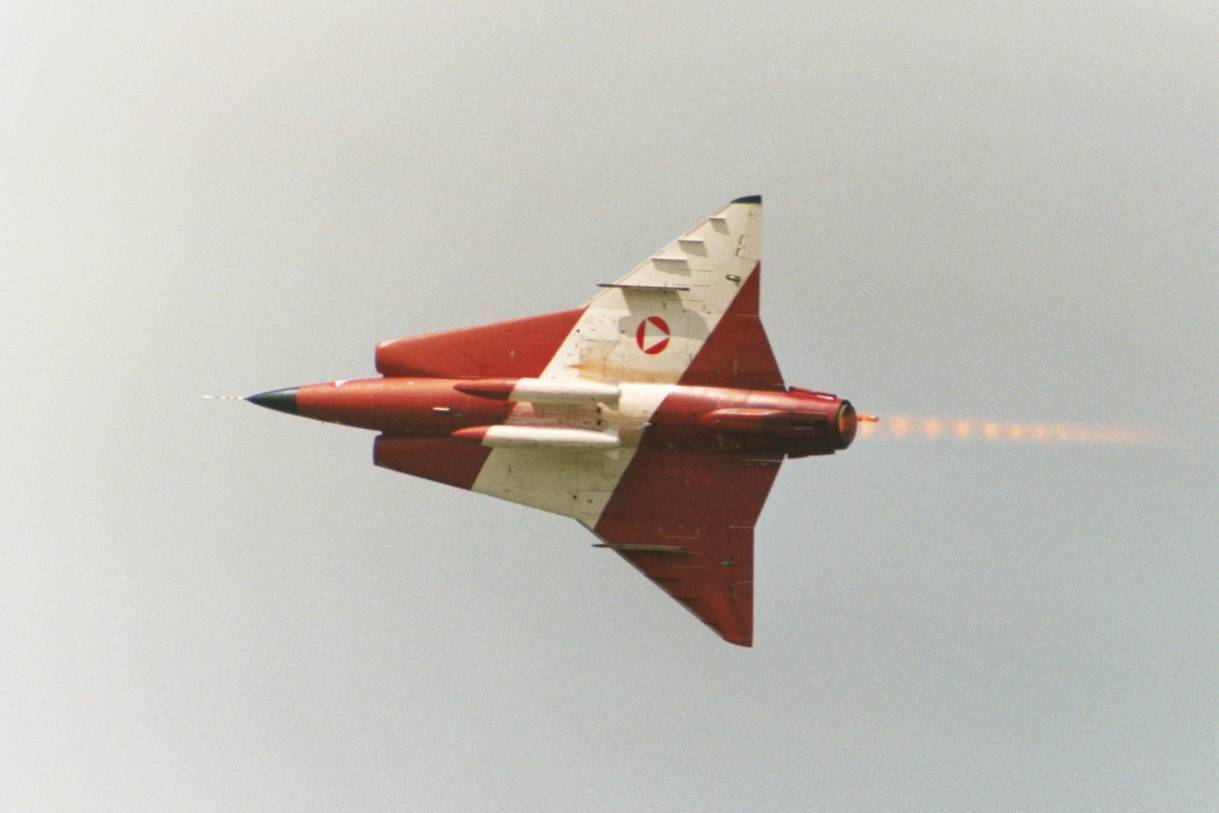
Saab 35 Draken

Ab 1988 wurden Saab 35Oe „Draken“ zur Luftraumüberwachung eingesetzt. 1991 drangen während des Bürgerkriegs in Jugoslawien im Sommer 1991 jugoslawische Flugzeuge des Typs MiG-21 in den österreichischen Luftraum ein, es kam aber nicht zu Begegnungen mit österreichischen Flugzeugen. Durch die Militärischen und Luftfahrt-Bestimmungen des Staatsvertrages von Wien 1955 wären die österreichischen Flugzeuge eventuell auch nicht ausreichend bewaffnet gewesen, um effektiv eingreifen zu können. Durch Erklärung der Republik Österreich gegenüber den anderen Signatarmächten wurde der Artikel für obsolet erklärt und infolge der Untätigkeit der Signatarmächte völkerrechtlich anerkannt. Die Luftstreitkräfte verfügen seither auch über Lenkraketen. Die Frage der Beschaffung neuer Maschinen wurde in der Folgezeit in der österreichischen Öffentlichkeit lange und kontrovers diskutiert.

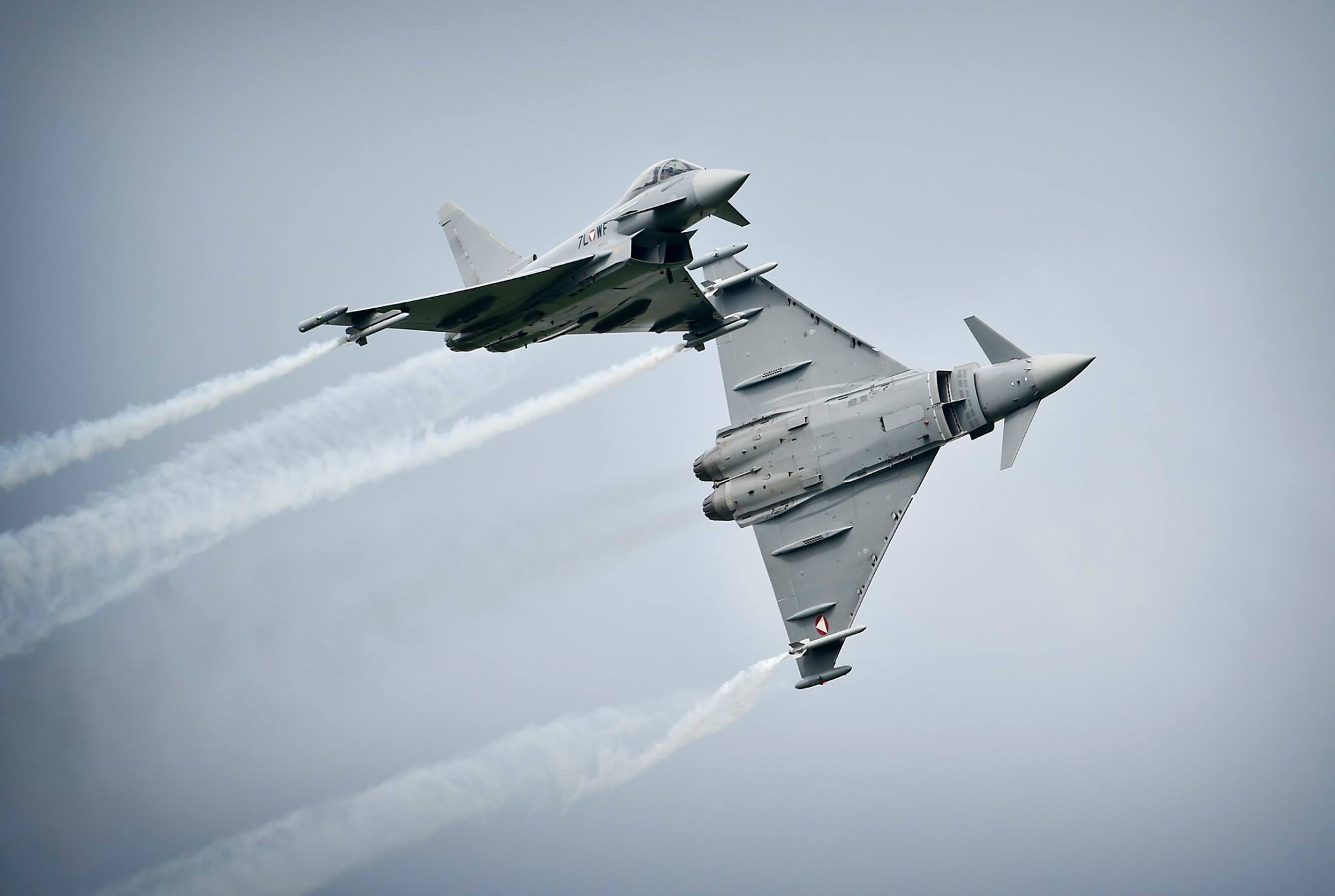
Eurofighter Typhoon

Im Jahre 2002 entschied sich die damalige Regierung unter Bundeskanzler Wolfgang Schüssel für die Beschaffung des Eurofighter Typhoon. Die 2005 ausgemusterten Draken wurden durch aus der Schweiz gemietete F-5 E Tiger als Übergangslösung bis zum Eintreffen der Eurofighter ersetzt.
Der seit dem 6. Dezember 2002 als Kommandant der österreichischen Luftstreitkräfte (Airchief) amtierende Erich Wolf wurde am 10. April 2007 wegen seiner Verwicklung in eine mögliche Bestechungsaffäre beim Eurofighterkauf von seinem Amt suspendiert.
Im Dezember 2008 wurden Erwägungen des Generalstabes publik, als Ersatz für die 40 Jahre alten Trainingsflugzeuge Saab 105 OE bis zu 20 Maschinen des Unterschall-Kampfflugzeugs Aero L-159 aus Beständen der Tschechischen Streitkräfte anzukaufen, was aber letztlich nicht erfolgte. Seit 2018 verfügen die Luftstreitkräfte aber über vier Schulflugzeuge des Typs Diamond DA 40 NG.
Als Folge der für 2023 geplanten Erhöhung des Verteidigungshaushalts in Folge des russischen Überfalls auf die Ukraine im Frühjahr 2022 sollen drei gebrauchte Doppelsitzer EF-2000T von der deutschen Luftwaffe übernommen werden.

### Geplante Investitionen
- Nachfolge für „Hercules“ C-130[10]
  - In Betracht kommen entweder neuere C-130J-Super-Hercules oder brasilianische Embraer C-390M.
  - Bis zu fünf Maschinen sind vorgesehen.[11]
  - Am 20. September 2023 verkündete Verteidigungsministerin Klaudia Tanner, dass in der Nachfolge der C-130 „Herkules“ alle weiteren Planungen auf die Embraer C-390 fokussiert werden[12].
  - Am 22. Juli 2024 erfolgte die Vertragsunterzeichnung für die Anschaffung von vier Stück des Transportfliegers Embraer C-390 für das ÖBH für in Kooperation mit den Niederlanden. Die ersten beiden Transportflieger sollen ab 2028 in Österreich landen, und bis zum Jahr 2030 die Auslieferung abgeschlossen sein. Das neue Luftfahrzeugsystem wird in Hörsching stationiert und zumindest für 30 Jahre als Lufttransportsystem der österreichischen Luftstreitkräfte zur Verfügung stehen[13].

- Anschaffung weiterer Kampfjets[14]
  - Die Anschaffung weiterer Kampfjets in der Doppelsitzer-Konfiguration, in Kooperation mit Deutschland, ist geplant[11][15].
  - Bis zu vier Maschinen sind dabei vorgesehen[15].
  - Die bereits vorhandenen 15 Eurofighter werden zurzeit modernisiert und erhalten Mittelstrecken-Lenkwaffen des Typs AMRAAM oder METEOR[15].
  - Eine Ausflottung der Eurofighter ist in den 2030er-Jahren durch die Anschaffung des Tarnkappenfliegers F-35A geplant.
- Anschaffung leichter Jets im Unterschall-Bereich[14]
  - mit leichter Bewaffnung für Trainingszwecke und Einsätze in der Luftraumüberwachung und dem Luft-Boden Kampf[15].
  - Verteidigungsministerin Klaudia Tanner geht bereits von einer solchen Beschaffung aus. Eine Entscheidung soll noch in der ersten Jahreshälfte 2023 fallen.
  - Bis zu 18 Maschinen sind hierbei vorgesehen[11][15].
  - Ende August 2024 wurde bekannt gegeben, dass ein Angebot zur Anschaffung von Leonardo M-346-Jets vom Bundesheer geprüft wird. Eine Entscheidung könnte noch 2024 fallen[16].
  - Ende Dezember 2024 wurde bekannt gegeben, dass zwölf Leonardo M-346FA-Jets für das österreichische Bundesheer gekauft werden.[17]

## Gliederung
Unterhalb des BMLV ist die Direktion 2 inklusive des Materialstabs Luft MSL sowie den Brigaden Luftraumüberwachung (Kdo LRÜ) und Luftunterstützung (Kdo LuU) sowie der Flieger-Fliegerabwehrtruppenschule.
Das Kommando Luftraumüberwachung „Kdo LRÜ“ (im Rang einer Brigade) ist in Salzburg stationiert. Aufgabe dieses Kommandos ist es die passiven (Luftraumbeobachtung) und aktiven Einsatzmittel (Luftraumüberwachungsflugzeuge und bodengestützte Fliegerabwehr) sowie die Fliegerführungselemente für die Luftraumüberwachung und -sicherung zu führen. Dem Kdo LRÜ unterstehen:
- Radarbataillon (RadB)
- Technisch-logistisches Zentrum für Radartechnik
- Überwachungsgeschwader in Zeltweg (Eurofighter „Typhoon“)
- 1 Fliegerabwehrbataillon (FlAB 2 in Zeltweg)
- Fliegerwerft in Zeltweg

Das Kommando Luftunterstützung „Kdo LuU“ (im Rang einer Brigade unter dem Kommando Streitkräfte) ist in Hörsching stationiert. Aufgabe dieses Kommandos ist es die Bereiche Lufttransport (Fläche und HS) und Luftaufklärung zu führen und die Fliegerverbindungselemente für alle Einsatzkräfte zu stellen. Dem Kdo LuU untersteht:
- Flugbetriebskompanie (Erhaltung der Betriebsfähigkeit, durch Flugleitung, Feuerwehr, Platzlandwirtschaft, der Start- und Landepiste am Flughafen HÖRSCHING)
- zwei leichte Transporthubschrauberstaffeln (lTHSSta) mit Agusta-Bell AB-212 in Linz (taktischer Lufttransport)
- eine Lufttransportstaffel (LuTSta) mit Lockheed C-130K „Hercules“ in Linz (strategisch/operativer Lufttransport)
- eine Verbindungshubschrauberstaffel (VeHSSta)
- zwei Fliegerwerften in Hörsching und Langenlebarn
- einer Lufttransportumschlag-Einheit (LTU)

welche unmittelbar geführt werden, sowie das
- Luftunterstützungsgeschwader (LuÜGeschw) in Langenlebarn mit
  - einer mittleren Transporthubschrauberstaffel (mTHSSta) mit Sikorsky S-70A-42 „Black Hawk“ in Langenlebarn (taktischer Lufttransport)
  - einer Mehrzweckhubschrauberstaffel (MzHSSt) mit Bell OH-58B „Kiowa“ in Langenlebarn (Verbindung, Aufklärung, Feuerunterstützung)
  - einer leichten Lufttransport-Staffel (lLuTSta) mit Pilatus PC-6 in Langenlebarn (Verbindung, Aufklärung, Transport)
  - einer Luftaufklärungsstaffel (LuAufklSta) in Langenlebarn (Abstützung auf Pilatus PC-6 „Turbo-Porter“ und Bell OH-58B „Kiowa“. Die Ausstattung mit Drohnen ist geplant.)

Die Flieger- und Fliegerabwehrtruppenschule „FlFlATS“ (als Truppenschule mit angeschlossener Wissenschafts- bzw. Forschungsabteilung unter dem Kommando eines Generalstabsoffiziers) in Langenlebarn, welche die gesamte Ausbildung für das bei Kdo LRÜ und Kdo LuU benötigte Personal verantwortlich zeichnet. Angefangen von den Piloten über Flieger-, Fliegerabwehr- und Radartechnik bis zum Flugsicherungs- und Radarleitpersonal wird dort alles ausgebildet was an Personal für die Luftelemente des Heeres benötigt wird. Dieser Schule sind unterstellt:
- eine Lehrabteilung Hubschrauber in Langenlebarn
- eine Lehrabteilung Fläche mit Pilatus PC-7 „Turbo-Trainer“ in Zeltweg

## Taktische Kennzeichnung
Die Kennzeichnung militärischer Luftfahrzeuge in Österreich richtet sich nach der Verordnung des Bundesministers für Landesverteidigung über die Kennzeichnung und Lufttüchtigkeit von Militärluftfahrzeugen und über die Betriebstüchtigkeit von militärischem Luftfahrtgerät (Militärluftfahrzeug- und Militärluftfahrtgerätverordnung 2008 – MLFGV 2008). In dieser Verordnung wird in Abschnitt 2, §2 (3) festgehalten:
„Militärluftfahrzeuge sind unter der Dienstbezeichnung im Militärluftfahrzeugregister einzutragen, das im Vollziehungsbereich des Bundesministers für Landesverteidigung zu führen ist. Die Dienstbezeichnung hat grundsätzlich aus mehreren lateinischen Buchstaben oder mehreren arabischen Ziffern oder einer Kombination aus diesen zu bestehen, bei Fallschirmen jedoch aus einer zweckmäßigen Kombination aus der Typenbezeichnung und der Serialnummer.“
Bei den Eurofightern wird die Kennzeichnung am Beispiel Eurofighter 7L-WA wie folgt gebildet:
7L-WA (Bindestrich ist Platzhalter für das Hoheitsabzeichen)
7 = Steht für die Gewichtsklasse (von 18001 bis 36000 kg)
L = Verwendungszweck (L steht in diesem Fall für Luftraumüberwachung)
W = Kennbuchstaben für Type (W wurde für Eurofighter festgelegt)
A = Kennzeichen für die Maschine (A = 1. Maschine ; B = 2. Maschine; geht bei dem ÖBH bis O, da es 15 EFT besitzt)

## Fluggeräte
Insgesamt besitzt das Österreichische Bundesheer zurzeit 112 Luftfahrzeuge. Aufgrund des aktuellen quartalsweise erfolgenden Zulaufs der 36 Leonardo AW169 wird diese Zahl in den nächsten Jahren stark variieren.

### Flächenflugzeuge
| Muster                       | Bild                          | Dienstzeit seit … | Anzahl gesamt | Anzahl aktuell | Verwendung |
| ---------------------------- | ----------------------------- | ----------------- | ------------- | -------------- | --- |
| Eurofighter EF 2000          | Eurofighter Typhoon           | 2007              | 15            | 15             | Luftraumüberwachung. Mit IRIS-T Luft-Luft-Lenkflugkörpern und Zielbeleuchtungsbehälter Rafael Litening 5. |
| Leonardo M-346FA             | Leonardo M-346FA              |                   | 12            | 0              | Österreich kauft zwölf Leonardo-M-346FA-Jets in Kooperation mit Italien |
| Lockheed C-130K „Hercules“   | Lockheed C130K                | 2003              | 4             | 4              | Personen- und Frachttransport; die 2015 aus RAF-Beständen erworbene vierte C-130 dient nur als Ersatzteilspender und zur Ausbildung von Technikpersonal. 2020 erhielten die drei anderen Maschinen eine Selbstschutzausrüstung. |
| Embraer C-390 Millennium     |                               | ab 2028           | 4             | 0              | Ersatz für C-130K Hercules, Zulauf ab 2028, Kauf von 4 Stück Mit der Montage des ersten C-390 wurde im Februar 2025 begonnen.                                                                                                   |
| Pilatus PC-7 „Turbo Trainer“ | Pilatus PC-7                  | 1983              | 16            | 12             | Pilotenausbildung, Luft-Boden-Angriffe, Luftraumüberwachung |
| Pilatus PC-6 „Turbo Porter“  | Pilatus PC-6                  | 1970              | 13            | 8              | Verbindungs- und Transportaufgaben, Löschflüge, Vermessung, Verwundetentransport; 5 Maschinen eingemottet |
| Diamond DA 40 NG             | Diamond DA 40 NG (Symbolbild) | 2018              | 4             | 4              | Schulflugzeug |

### Hubschrauber
| Muster                                                                 | Bild                         | Dienstzeit seit … | Anzahl gesamt | Anzahl aktuell            | Verwendung |
| ---------------------------------------------------------------------- | ---------------------------- | ----------------- | ------------- | ------------------------- | --- |
| Bell OH-58 „Kiowa“                                                     | Bell OH-58                   | 1976              | 12            | 10                        | Aufklärung, Verbindungsaufgaben, bewaffnete Aufklärung Ersatz durch AW-169 bis Ende 2030 |
| Agusta Bell AB212 (Bell UH-1N „Twin Huey“ aus italienischem Lizenzbau) | Agusta Bell AB212            | 1980              | 24            | 22                        | Mittlere Transporthubschrauber Ersatz durch UH-60M ab 2030 |
| Sikorsky S-70A „Black Hawk“                                            | Sikorsky S-70A               | 2002              | 12            | 11 (+1 bis 2025)          | Mittlerer Transporthubschrauber 2019 wurde der Ankauf von drei gebrauchten Maschinen aus Jordanien beschlossen. Am 17. Mai 2021 wurden die ersten zwei Maschinen nach Österreich überstellt. Die Dritte soll bis spätestens 2025 folgen. Die gesamte Flotte wird seit 2018 im Rahmen eines Mid-Life-Updates modernisiert. |
| Sikorsky UH-60M „Black Hawk“                                           |                              |                   | 12            | 0 (12 ab 2028)            | Mittlerer Transporthubschrauber Eine Staffel (12 Stück) wurde bestellt, die Vertragsunterzeichnung erfolgte am 30. Juni 2024. Zulauf ab 2028. |
| Leonardo AW-169 „Lion“                                                 | Leonardo AW169M (Symbolbild) | 2022              | 36            | 5 (+4 2024, +27 bis 2028) | 12 AW169B (Schulhubschrauber), 24 AW169MA (Hubschrauber mit verschiedenen Missionspaketen) Bewaffnung: ungelenkte- beziehungsweise gelenkte Raketen (7 Stück pro Waffenbehälter), Bordwaffe 12,7mm Ablöse für Alouette III und OH-58.                                                                                     |

### Ehemalige Luftfahrzeuge der Österreichischen Luftstreitkräfte
- Aérospatiale SA-319 „Alouette III“ (28 Stück im Einsatz von 1967 bis 2024)[5]
- Agusta-Bell AB-47G2 (9 Stück im Einsatz von 1956 bis 1969)
- Bell 47G2 (1 Stück im Einsatz von 1956 bis 1969)
- Bell H-13H „Sioux“ (17 Stück im Einsatz von 1960 bis 1976)
- Agusta-Bell AB-204 (26 Stück im Einsatz von 1963 bis 1982 danach teilweise reaktiviert und im Einsatz bis 2001)
- Agusta-Bell AB-206A „Jet-Ranger“ (13 Stück im Einsatz von 1969 bis 2009)
- CASA CN-235-300 (vom Hersteller gemietet) (1 Stück im Einsatz von 2000 bis 2002)
- Cessna 172 „Skyhawk“ (1 Stück im Einsatz von 1957 bis 1958)
- Cessna 182A/B „Skylane“ (2 Stück im Einsatz von 1957 bis 1966)
- Cessna L-19A „Bird Dog“ (22 Stück im Einsatz von 1959 bis 1997)
- Cessna L-19E „Bird Dog“ (7 Stück im Einsatz von 1958 bis 1997)
- De Havilland DH.115 „Vampire“ TMk.55, TMk.11 (9 Stück im Einsatz von 1957 bis 1972)
- De Havilland Canada DHC-2 „Beaver“ (6 Stück im Einsatz von 1960 bis 1976)
- Fiat G.46-4B (5 Stück im Einsatz von 1957 bis 1963)
- Potez/Fouga CM170 „Magister“ (18 Stück im Einsatz von 1959 bis 1972)
- Jakowlew Jak-11 „Moose“ (4 Stück im Einsatz von 1956 bis 1965)
- Jakowlew Jak-18 „Max“ (4 Stück im Einsatz von 1955 bis 1960)
- North American LT-6G „Texan“ (10 Stück im Einsatz von 1959 bis 1971)
- Northrop F-5E „Tiger II“ (von der Schweiz geleast) (12 Stück im Einsatz von 2005 bis 2008)
- Piaggio P.149D (1 Stück im Einsatz von 1958 bis 1965)
- Piper PA18-95 „Super Cub“ (7 Stück im Einsatz von 1957 bis 1965)
- Piper PA18-150 „Super Cub“ (2 Stück im Einsatz von 1957 bis 1965)
- Saab 105 OE (40 Stück im Einsatz von 1970 bis 2020)
- Saab B17A (1 Stück im Einsatz von 1957 bis 1963)
- Saab J-29F „Tunnan“ (30 Stück im Einsatz von 1961 bis 1972)
- Saab J-35OE Mk.II „Draken“ (24 Stück im Einsatz von 1987 bis 2005 + 1 Stück Bodentrainer ohne Triebwerk)
- Saab 91D „Safir“ (24 Stück im Einsatz von 1964 bis 1993)
- Short SC.7 SRS 3M „Skyvan“ (2 Stück im Einsatz von 1969 bis 2007)
- Sikorsky S-65C-2 bzw. CH-53OE (2 Stück im Einsatz von 1970 bis 1981)
- Sud Aviation „Alouette II“ (16 Stück im Einsatz von 1958 bis 1975)
- Westland S-55 „Whirlwind“ (10 Stück im Einsatz von 1958 bis 1965)
- Zlín Z-126 „Trener“ (4 Stück im Einsatz von 1957 bis 1965)
- Grunau Baby IIb (2 Stück im Einsatz von 1959 bis 1962)
- Musger Mg.19A „Steinadler“ (2 Stück im Einsatz von 1962 bis 1977)

Die nachfolgende Galerie zeigt einige ausgewählte Flugzeugtypen, die in der Vergangenheit bei den österreichischen Luftstreitkräften eingesetzt wurden.

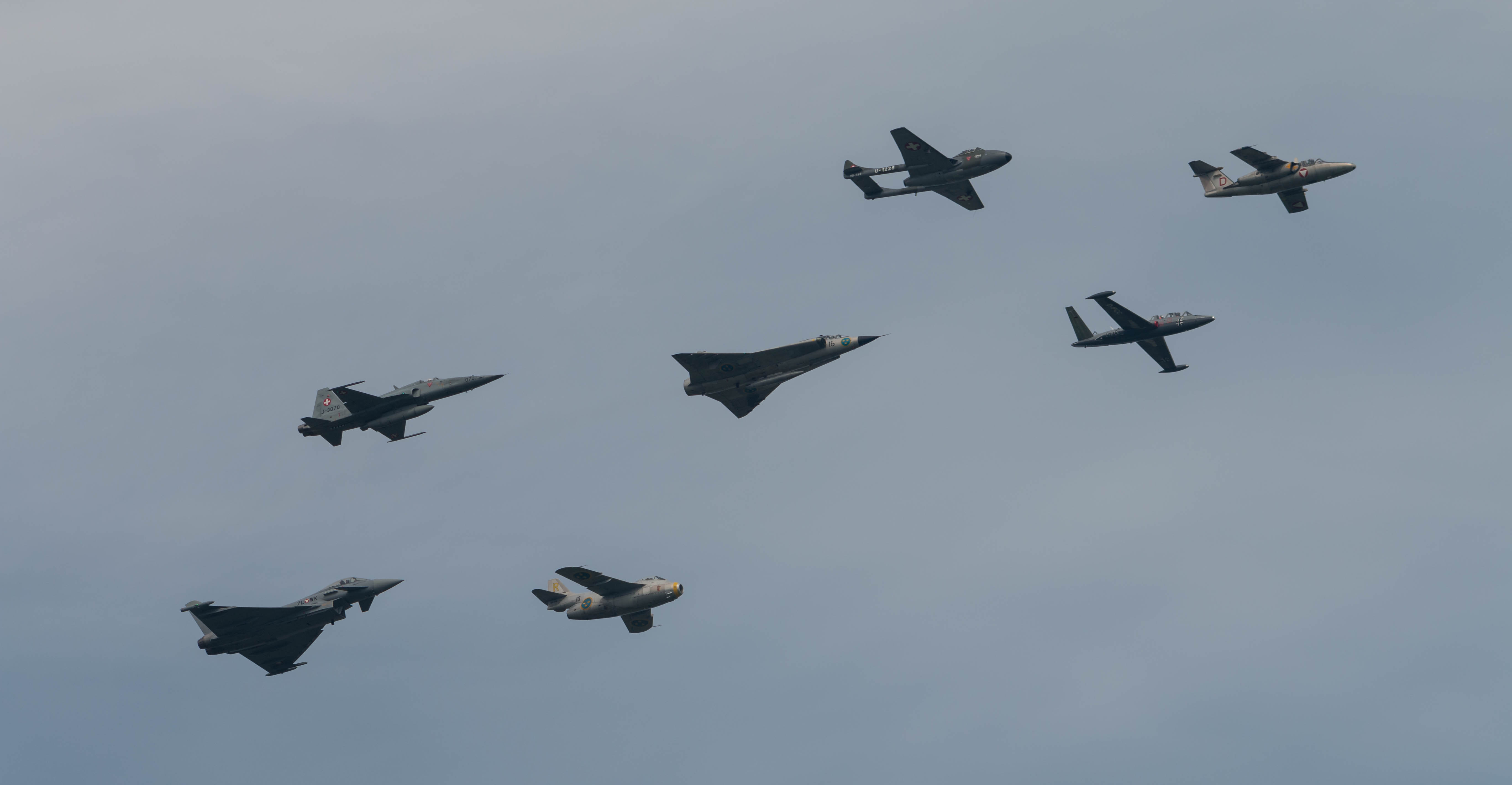
Mehrere Generationen der österreichischen Luftstreitkräfte bei der AirPower 2016
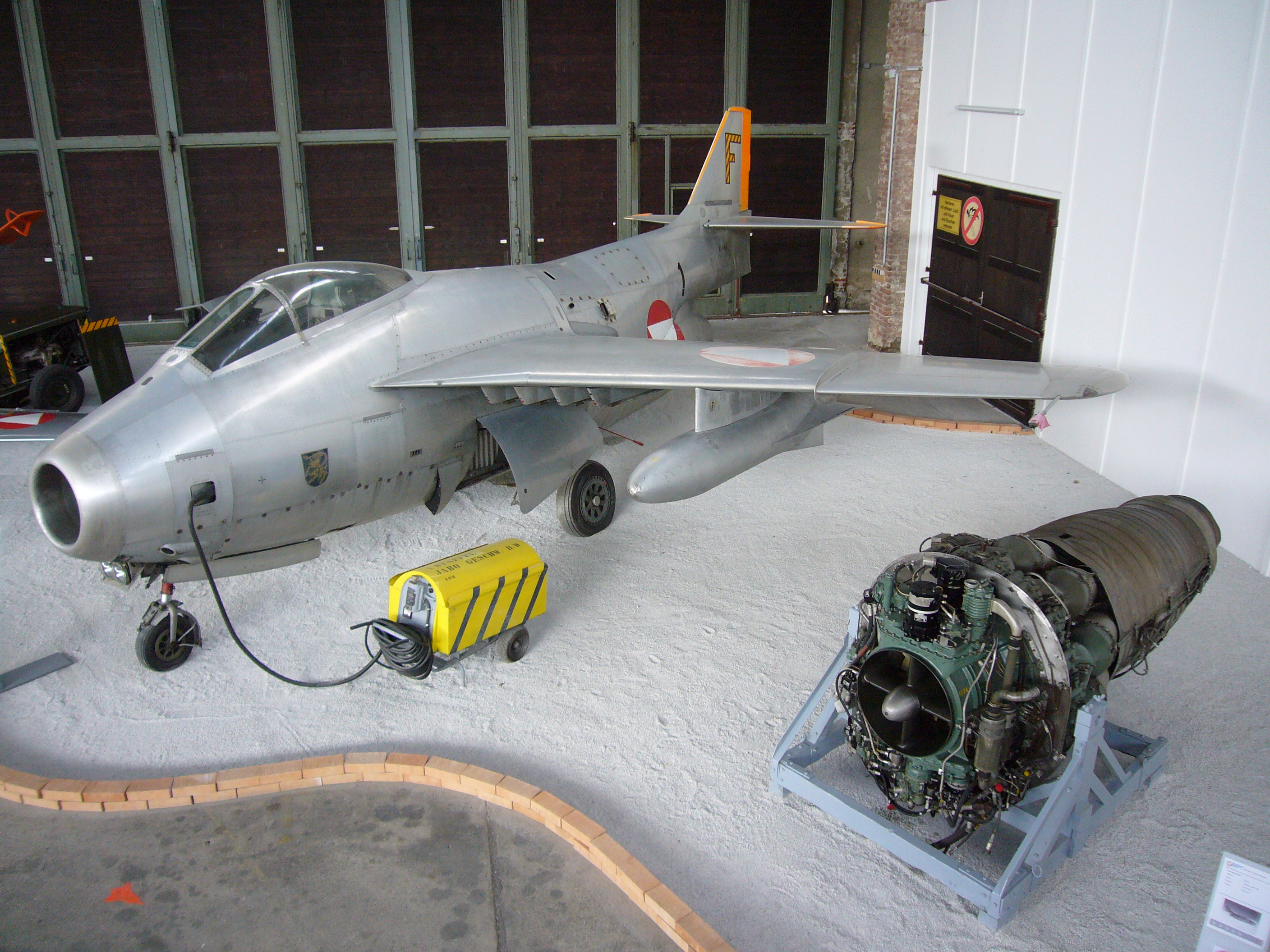
Eine Saab 29 in Zeltweg
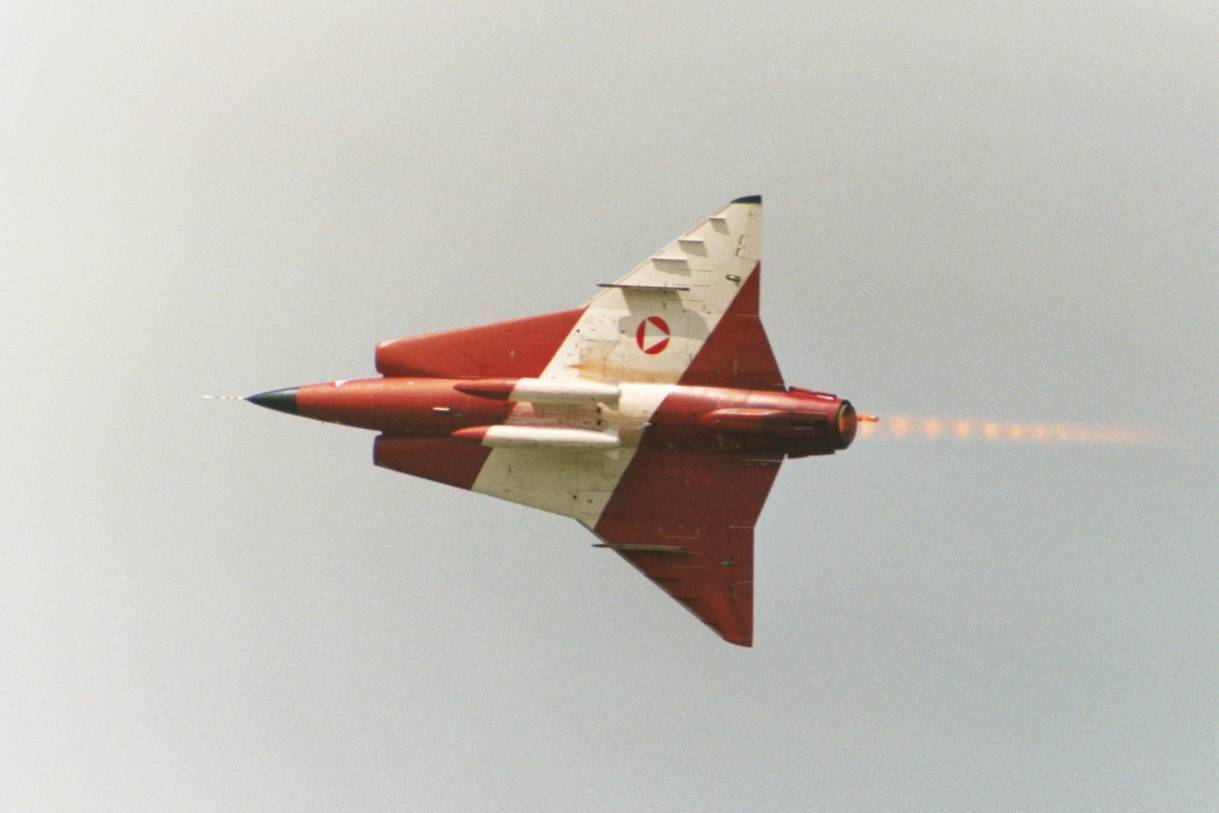
Ein Saab 35 Draken des Bundesheers
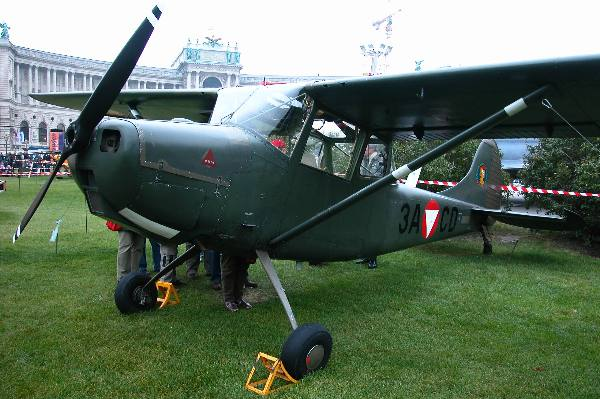
Eine Cessna des Bundesheers
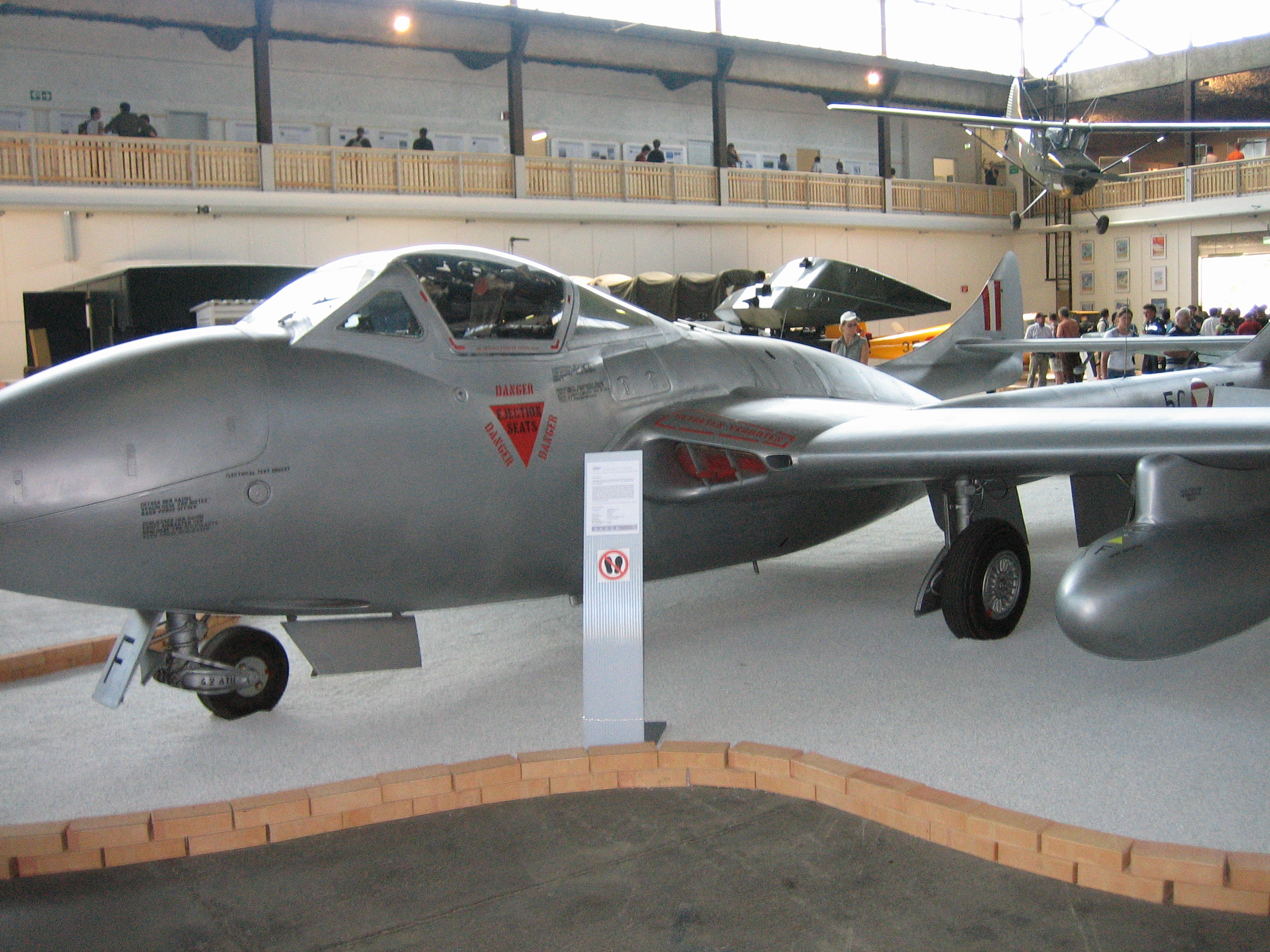
Eine De Havilland DH.100 Vampire, die als Schulflugzeug eingesetzt wurde
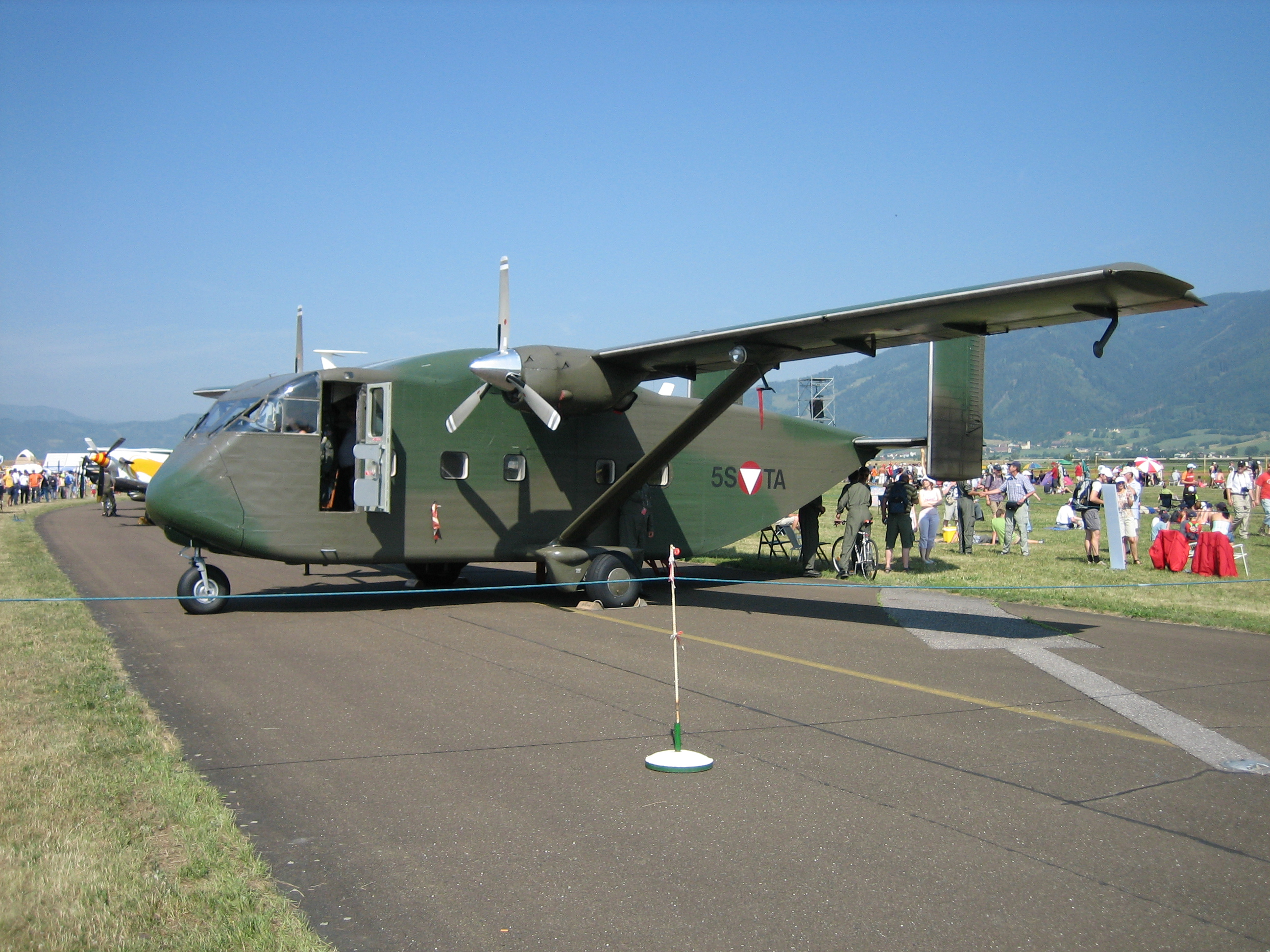
Ein Short Skyvan des Bundesheeres
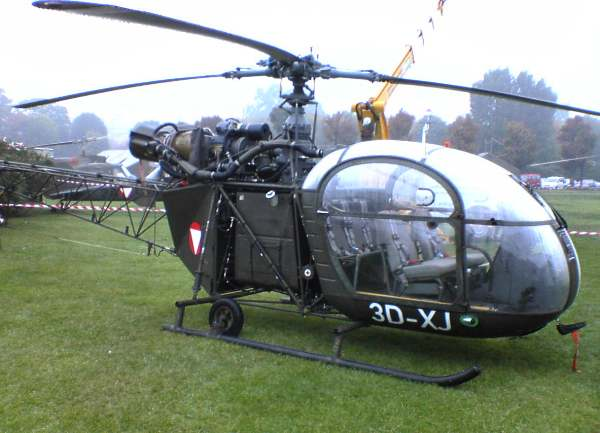
Ein Alouette II Verbindungshubschrauber
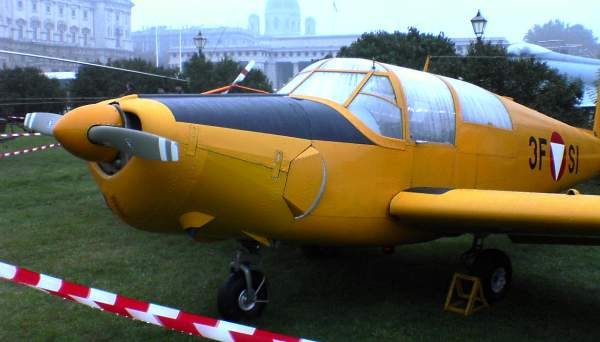
Ein Saab Safir Schulungsflugzeug
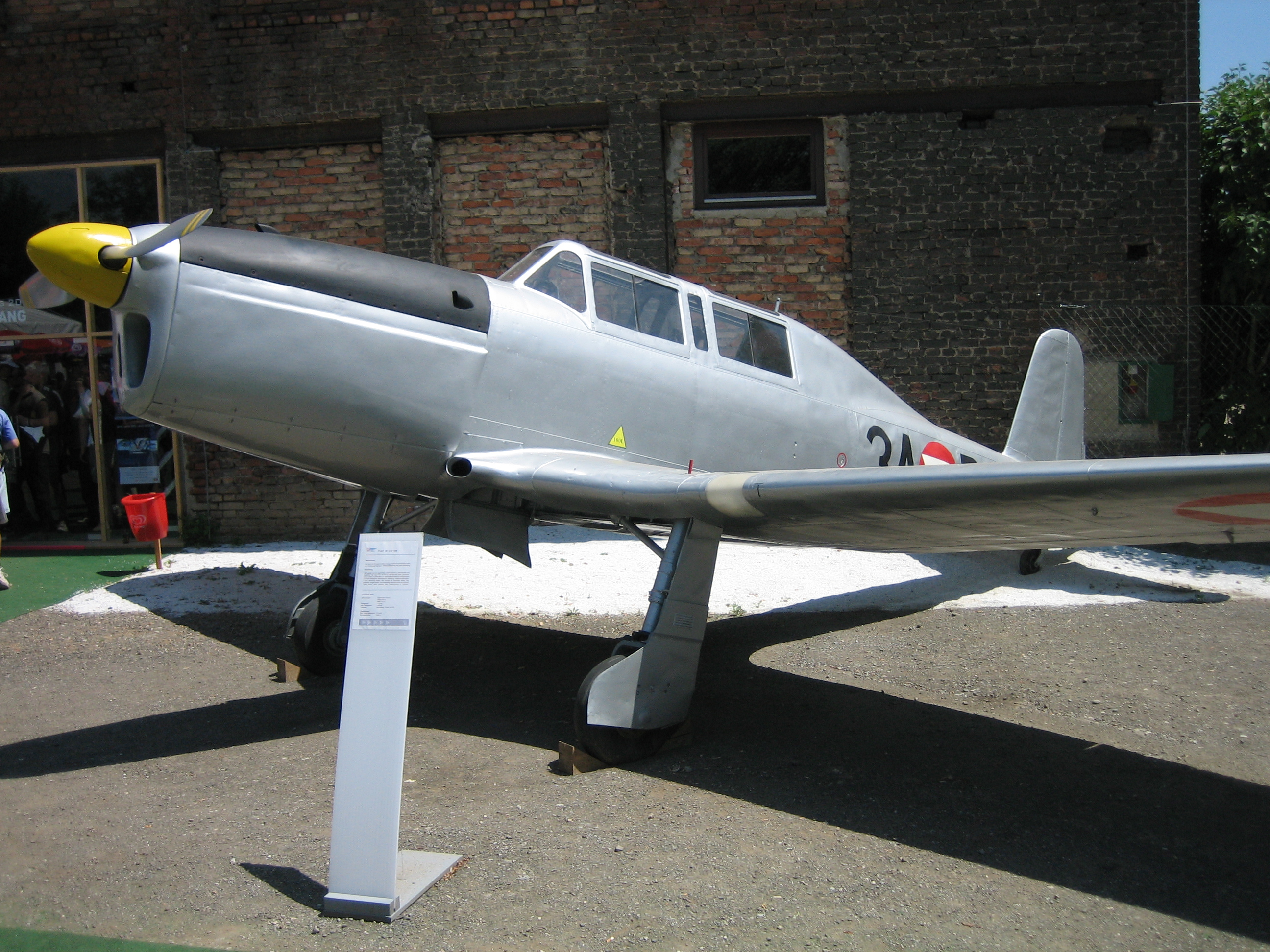
Ein Fiat G.46 Schulflugzeug
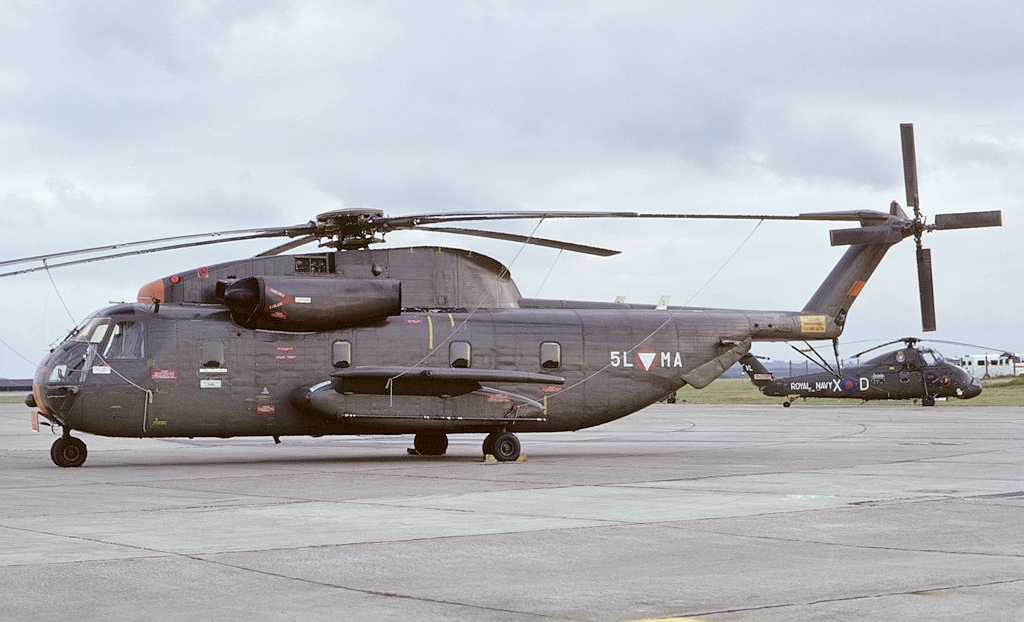
Einer der beiden ehemals eingesetzten Sikorsky S-65Ö
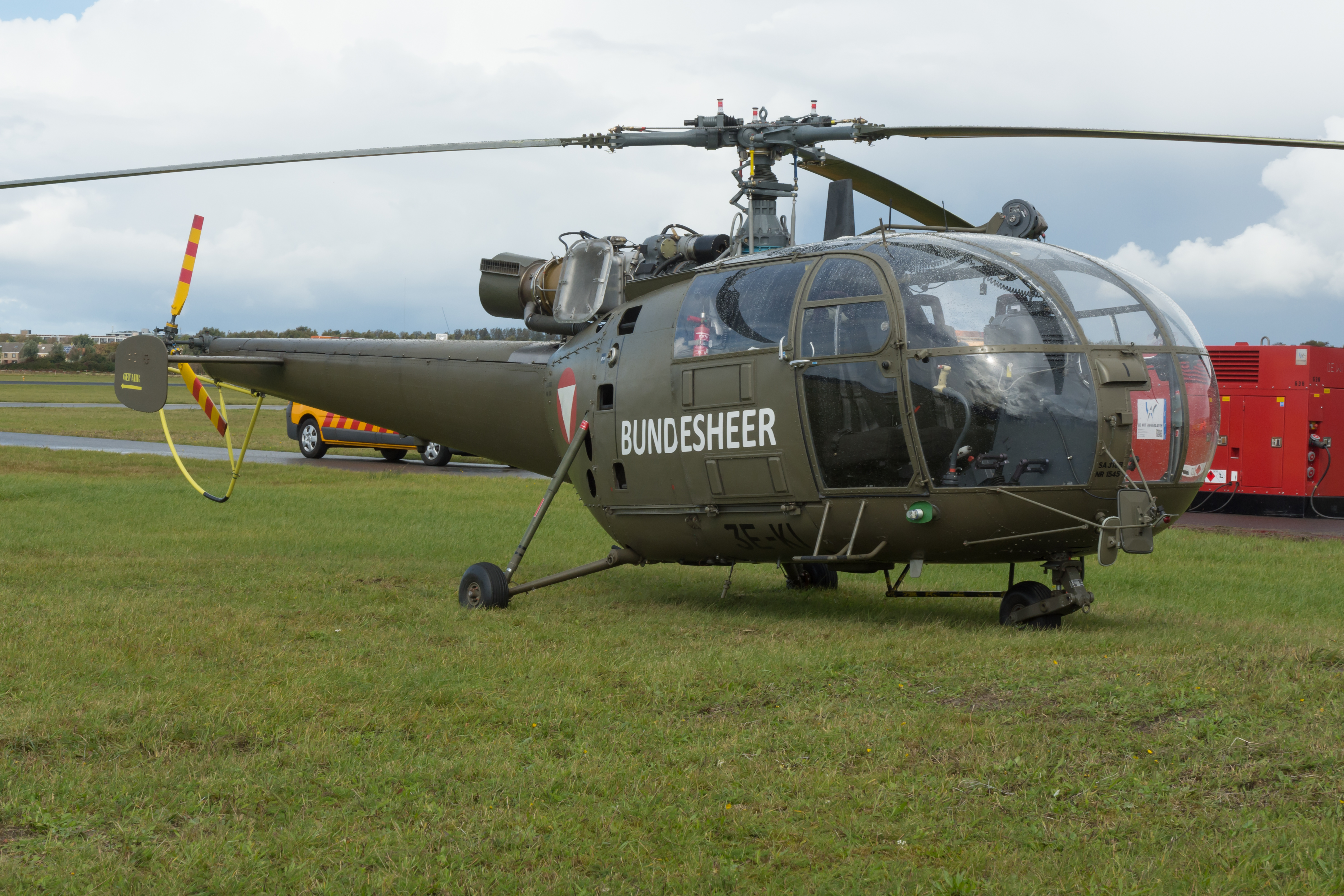
Eine Alouette III

## Stützpunkte
Militärflugplätze – Fliegerhorste:
- Fliegerhorst Leopold Figl – Flugplatz General Pabisch, Langenlebarn, Niederösterreich (LOXT)
- Fliegerhorst Hinterstoisser, Zeltweg, Steiermark (LOXZ)
- Fliegerhorst Fiala Fernbrugg, Aigen im Ennstal, Steiermark (LOXA)
- Fliegerhorst Vogler, Hörsching, Oberösterreich (LOXL)

Weitere Stützpunkte:
- Flugplatz Wiener Neustadt/West (LOXN)
- Hubschrauberstützpunkt Schwaz in Tirol (ehemals LOXS, neu LOXI)
- Hubschrauberstützpunkt Klagenfurt (LOXK)
- Stützpunkt Allentsteig (LOXQ)
- Heliport Hochfilzen, HOCHFILZEN (LOXH)[37]
- Heliport Salzburg Schwarzenbergkaserne, WALS[37][38]
- Hangar in Bludesch, Walgaukaserne[39]

Ehemalige Stützpunkte:
- Graz-Thalerhof, Steiermark (LOXG)
- Flughafen Wien-Schwechat (LOWW)

## Abstürze
(Legende: Lfz = Luftfahrzeug, S/N = Seriennummer)
- 9. August 1963: Lfz „K“ (Saab J29) über Sankt Georgen an der Leys (Niederösterreich), Wachtmeister Hermann Jellinek kam ums Leben.
- 5. Oktober 1971: Lfz RA-21 (Saab 105; S/N 105421) über Pusterwald (Steiermark), keine Verletzten.
- 9. Januar 1973: Lfz GH-18 (Saab 105; S/N 105418) über Hörsching (Oberösterreich), Hauptmann Leopold Hoffmann und Oberleutnant Hans Georg Hartl starben.
- 7. Mai 1975: Lfz YC-03 (Saab 105; S/N 105403) über Reichshalm/Waldviertel (Niederösterreich), Hauptmann Bilfried Burghard landete mit dem Fallschirm im Kamptal-Stausee und erlitt Unterkühlung und Wirbelverletzungen.
- 1. Dezember 1976: Lfz GE-15 (Saab 105; S/N 105415) über Kraubath an der Mur (Steiermark), Major Alfred Fohn kam ums Leben.
- 14. Mai 1977: Lfz GC-13 (Saab 105; S/N 105413) über Hörsching (Oberösterreich), Hauptmann Johann Gölzner kam ums Leben.
- 11. Oktober 1977: Lfz BH-38 (Saab 105; S/N 105438) über Kleinlobming (Steiermark), Hauptmann Siegfried Rumpler kam ums Leben.
- 6. August 1981: Lfz GI-19 (Saab 105; S/N 105419) über Grub (Gemeinde Wienerwald) (Niederösterreich), Major Alois Strahner und Leutnant Gerhard Wiesinger kamen ums Leben, 4 Personen am Boden erlitten schwere Verbrennungen.
- 16. Oktober 1981: Lfz YH-08 (Saab 105; S/N 105408) über Windischgarsten (Oberösterreich), Leutnant Roman Kaltenegger kam ums Leben.
- 18. August 1983: Lfz 3A-CT (Cessna L-19; S/N 22712) über Irdning, (Steiermark), Oberleutnant Gordon Kamitz und Leutnant Franz Ettlinger kamen ums Leben.
- 27. Juni 1984: Lfz 3G-EI (Pilatus PC-6; S/N 774) über Ebenthal (Kärnten), Der Pilot Hauptmann Josef Pichler und sechs Fallschirmjäger kamen ums Leben.
- 6. April 1988: Lfz GJ-20 (Saab 105; S/N 105420) über Eggelsberg (Oberösterreich), Oberstleutnant Otto Laimgruber kam ums Leben.
- 13. September 1991: Lfz YF-06 (Saab 105; S/N 105406) über Micheldorf in Oberösterreich, Leutnant Martin Nagele und Wachtmeister Hans-Peter Tschuchnik kamen ums Leben.
- 3. März 1995: Lfz YA-01 (Saab 105; S/N 105401) über Innerkrems (Kärnten), Fähnrich Johann Plank und Wachtmeister Manfred Fler kamen ums Leben.
- 1. Juli 1998: Lfz 3E-LB (Alouette III; S/N 1501) über der Niedergailer Alm, Gemeinde Lesachtal (Kärnten), Major Gerhard Melser kam(en?) ums Leben.[40]
- 20. März 2000: Lfz 5D-HA (Agusta-Bell AB 212; S/N 5597) über Kirchdorf an der Krems (Oberösterreich), Leutnant Martin Oswald, Vizeleutnant Engelbert Buchner und Zugsführer Markus Falzberger kamen ums Leben.
- 17. April 2003: Lfz GA-11 (Saab 105; S/N 105411) über Truppenübungsplatz Allentsteig (Niederösterreich), Oberleutnant Thomas Ploder erlitt beim Schleudersitzausstieg Knieverletzungen und einen Wirbelbruch.
- 17. Juni 2014: Lfz (Heli Bell OH-58 Kiowa; S/N 42241) stürzt bei der Bundesheerübung „Schutz 2014“ am Truppenübungsplatz Lizum-Walchen ab. Ein Unteroffizier (33) kam ums Leben, die Pilotin (28) und ein weiteres Besatzungsmitglied (35) wurden schwer verletzt.
- 29. Juni 2018: Lfz (Alouette III) geriet beim Landeanflug auf die Wolayerseehütte, Kärnten in Turbulenzen, setzte hart auf und kippte in der Folge um. Pilot (37), Flugretter (40), Bundesheer-Unteroffizier (40) und Techniker (44) blieben unverletzt.[41]
- 19. Oktober 2023: Eine Agusta-Bell AB 212 fing im Raum Pramet/Feitzing, OÖ während einer Landung Feuer. Alle 6 Insassen konnten den Hubschrauber verlassen.[42]